# HD 8589
HD 8589，又名BD-16 237，SAO 147793、HR 405，是一颗恒星，视星等为6.14，位于銀經158.54，銀緯-76.18，其B1900.0坐标为赤經1h 19m 45.7s，赤緯-16° -76.18′ 53″。